# Бегачёвка
Бегачёвка (каз. Бегачёвка) — упразднённое село в Аккольском районе Акмолинской области Казахстана. Входило в состав Урюпинского сельского округа.

## География
Село располагалось на берегу реки Талкара, в западной части района, на расстоянии примерно 41 километров (по прямой) к западу от административного центра района — города Акколь, в 5 километрах к юго-западу от административного центра сельского округа — села Урюпинка.
Абсолютная высота — 310 метров над уровнем моря.
Ближайшие населённые пункты: село Ерофеевка — на юге, село Урюпинка — на северо-востоке.

## История
Решением Акмолинского областного маслихата, акима Акмолинской области от 6 июля 2001 года № С-10-10/135 «Об упразднении отдельных административно-территориальных единиц» (зарегистрированное управлением юстиции Акмолинской области 15 августа 2001 года N 711):
- село Бегачёвка было переведено в категорию иных поселений, и исключено из учётных данных.

## Известные уроженцы
- Зеркаль, Игнат Терентьевич (1914—1986) — Герой Социалистического Труда[2].